# Rage Against the Machine (album)
A Rage Against the Machine az azonos nevű rockegyüttes első lemeze. 1992. november 3-án adták ki. A Billboard Heatseekers lista élére került, a Billboard 200-on pedig a 45. helyig jutott.
Bekerült az 1001 lemez, amit hallanod kell, mielőtt meghalsz című könyvbe, a Rolling Stone magazin Minden idők 500 legjobb albuma listáján pedig a 368. lett. A lemezt 2017-ben a Rolling Stone magazin a Minden idők 100 legjobb metalalbuma listáján a 24. helyre rangsorolta.

## Az album dalai
|     | Cím                 | Szerző(k)                | Szöveg           | Hossz |
| --- | ------------------- | ------------------------ | ---------------- | ----- |
| 1.  | Bombtrack           | Rage Against the Machine | Zack de la Rocha | 4:05  |
| 2.  | Killing in the Name | Rage Against the Machine | Zack de la Rocha | 5:14  |
| 3.  | Take the Power Back | Rage Against the Machine | Zack de la Rocha | 5:37  |
| 4.  | Settle for Nothing  | Rage Against the Machine | Zack de la Rocha | 4:48  |
| 5.  | Bullet in the Head  | Rage Against the Machine | Zack de la Rocha | 5:09  |
| 6.  | Know Your Enemy     | Rage Against the Machine | Zack de la Rocha | 4:55  |
| 7.  | Wake Up             | Rage Against the Machine | Zack de la Rocha | 6:04  |
| 8.  | Fistful of Steel    | Rage Against the Machine | Zack de la Rocha | 5:31  |
| 9.  | Township Rebellion  | Rage Against the Machine | Zack de la Rocha | 5:24  |
| 10. | Freedom             | Rage Against the Machine | Zack de la Rocha | 6:06  |

A Wake Up című dal szerepel a  Mátrix című filmben és a Killing in the Name a  Grand Theft Auto: San Andreas valamint a  Guitar Hero II játékokban.

## Közreműködők

### Rage Against the Machine
- Zack de la Rocha – ének
- Tim Commerford – basszusgitár, háttérvokál
- Brad Wilk – dob, ütőhangszerek
- Tom Morello – gitár

### További közreműködők
- Maynard James Keenan – ének a Know Your Enemy-n
- Stephen Perkins – ütőhangszerek a Know Your Enemy-n

### Produkció
- Rage Against the Machine – producer, művészeti vezető
- Garth 'GGGarth' Richardson – producer, hangmérnök
- Andy Wallace – keverés
- Bob Ludwig – mastering
- Stan Katayama – hangmérnök
- Craig Doubet – hangmérnökasszisztens
- Jeff Sheehan – hangmérnökasszisztens
- Steve Sisco – keverőasszisztens
- Nicky Lindeman – művészeti vezető